# Hashire Melos
Hashire Melos (en inglés: Run Melos, en español Corre, Melos) es una historia corta del escritor japonés Osamu Dazai, publicada en 1940. Es muy leída en las escuelas de Japón.
Reinterpretación de la balada de Friedrich Schiller «El aval» (Die Bürgschaft), cuenta la historia de Damon y Fintias —en esta versión, Melos y Selinunteus (alias: Selinae)—, basada a su vez en una antigua leyenda griega registrada por el historiador romano Cayo Julio Higinio.
En la historia se resaltan los valores de la amistad, la confianza hacia los demás y el cumplimiento del deber.

## Argumento
La historia está ambientada en el siglo IV A.C., en la entonces isla griega de Sicilia. Comienza con un joven campesino llamado Melos quien llega a la ciudad de Siracusa, donde encuentra un ambiente hostil debido a las barbaridades cometidas por el gobernador Dionisio I. 
En su camino se encuentra con Selinunteus, llamado cariñosamente Selinae, con quien desarrolla una muy pronta amistad. Melos descubre que este es nada menos que el creador real del palacio de Dionisio y se arriesga a penetrar en este para apreciar el trabajo de Selinae. Descubierto, es arrestado por la guardia del palacio y es interrogado por el mismo Dionisio, a quien trata de explicarle cuál era su intención, pero debido a que los atentados contra el rey estaban a la orden del día, es acusado de intento de asesinato del monarca y sentenciado a muerte. Melos suplica que se le permita volver a su aldea para terminar los asuntos que tiene pendientes y Dionisio decide aprovechar la situación par dar una lección a todos acerca de lo absurdo que resulta el tener confianza hacia los demás: propone entonces a Melos que encuentre un aval que se quede como garantía. Selinae expresa su voluntad de ser él quien se quede en lugar de Melos. Este parte hacia su aldea tan pronto como le es posible para alcanzar a regresar antes del plazo pactado, pero en el camino se encontrará con muchos obstáculos y peligros que le harán cada vez más difícil cumplir con su objetivo. Finalmente, gracias a la ayuda de los amigos de Seliane, Melos llega a tiempo y tanto él como Selinae son liberados.

## Adaptaciones cinematográficas
Se han hecho cinco adaptaciones de la historia Hashire Melos para la pantalla:
- Hashire Merosu, (Acción real; Dorama NHK 1955)
- Akai tori no kokoro: Nihon meisaku douwa shirizu Hashire Merosu (Anime; TV Ashai 1979)
- Hashire Melos (Anime; Fuji TV 1980)
- Hashire Melos! (Anime; Toei 1992) es la más popular de todas; también se la conoce como El héroe legendario.
- Aoi Bungaku, episodios 9 y 10 (Anime; 2009).

- Datos: Q194551